# 千厩町立小梨中学校
千厩町立小梨中学校（せんまやちょうりつ こなしちゅうがっこう）は、岩手県東磐井郡千厩町（現：一関市千厩町）にあった公立中学校。通称は梨中（なしちゅう）。
一関市立小梨小学校（当時：千厩町立）と千厩町立小梨保育園（現：一関市立）の間に位置していた。

## 概要
第二次世界大戦後の学制改革により1947年に開校し、生徒数の減少により2000年をもって閉校した中学校である。校名に「小梨」を冠していたのは、この地区一帯が1956年まで小梨村だったことに由来している。千厩町の南東部を占める旧小梨村域は、廃村後からは「小梨地区・清田地区」とそれぞれ称しており、小梨地区の全域を学区としていた。
1979年に小梨小学校の独立校舎（新校舎）が落成するまでは、小学校の校舎と一体になっていた。そのため体育館やプールなどは共同で利用し、体育祭をはじめとした一部行事も合同で行っていた。小中が別々の校舎となってからも前述の各施設は中学校用に設置されることは無く、閉校時まで共用だった。学校林「五訓之森」や学校園「訓庭園」に関しても同様である。

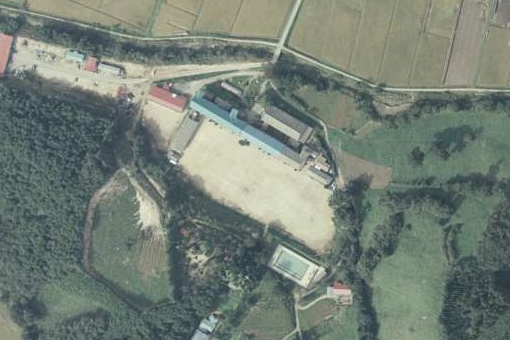
校舎分離前の空中写真（1977年9月）

開校時から1957年にかけて、清田地区に清田分校を設置していた。入学式や卒業式、体育祭など主要行事の際には本校に登校して合同で開催していた。1957年に清田中学校として独立を果たしたが、4年後（1961年4月）に2代目千厩中学校へ初代千厩中学校・磐清水中学校と共に統合され短命であった。のちに校舎は清田テニスコートの建築工事に伴って解体されたことにより、当時の面影はほとんど残っていない。
校歌は1959年に制定され、菅原憲が作詞し、小山誠之が作曲した。どちらも小梨村の出身であり、小梨小学校の校歌も手掛けている。歌詞には熊野平や田谷川、観音山といった北小梨地区内の名称が盛り込まれている。制服についてはそれまで私服だったが、1963年に制定された。黄色のラインが施された女子セーラー服は当時としては珍しく、当校の特徴的な存在だった。
閉校後、跡地は後述する小梨保育園が立地している。

## 地元との関わり
地元との関わりが強く、北小梨地区に古くから伝わる郷土芸能「小梨打ちばやし」を小梨芸能保存会指導の下、体育祭・文化祭や地区民祭などで披露していた。また、1983年には小梨公民館（現：小梨市民センター）からジュニアリーダークラブの結成についての要望を受けたことを機に、岩手県内では3例目となる「小梨ジュニアリーダークラブ『ぼらんぺ』」を立ち上げた。有志の中高生で構成され、PALPAL交流や各種行事での世話役や、募金活動などを行っている。これまでに900人以上（閉校時点）が加入し、千厩中学校へ統合された後も活動していたが加入者の減少を踏まえ、2018年度より加入条件を小梨地域の中高生から千厩地域の中高生へ拡大した。
五訓之森
1963年、校庭を挟んだ向かいの丘に学区民から提供された樹木を植えて学校林「五訓之森」を設置した。五訓之森は小学校の児童と共に遊びの場・憩いの場として親しまれ、教育目標にも取り入れられた。

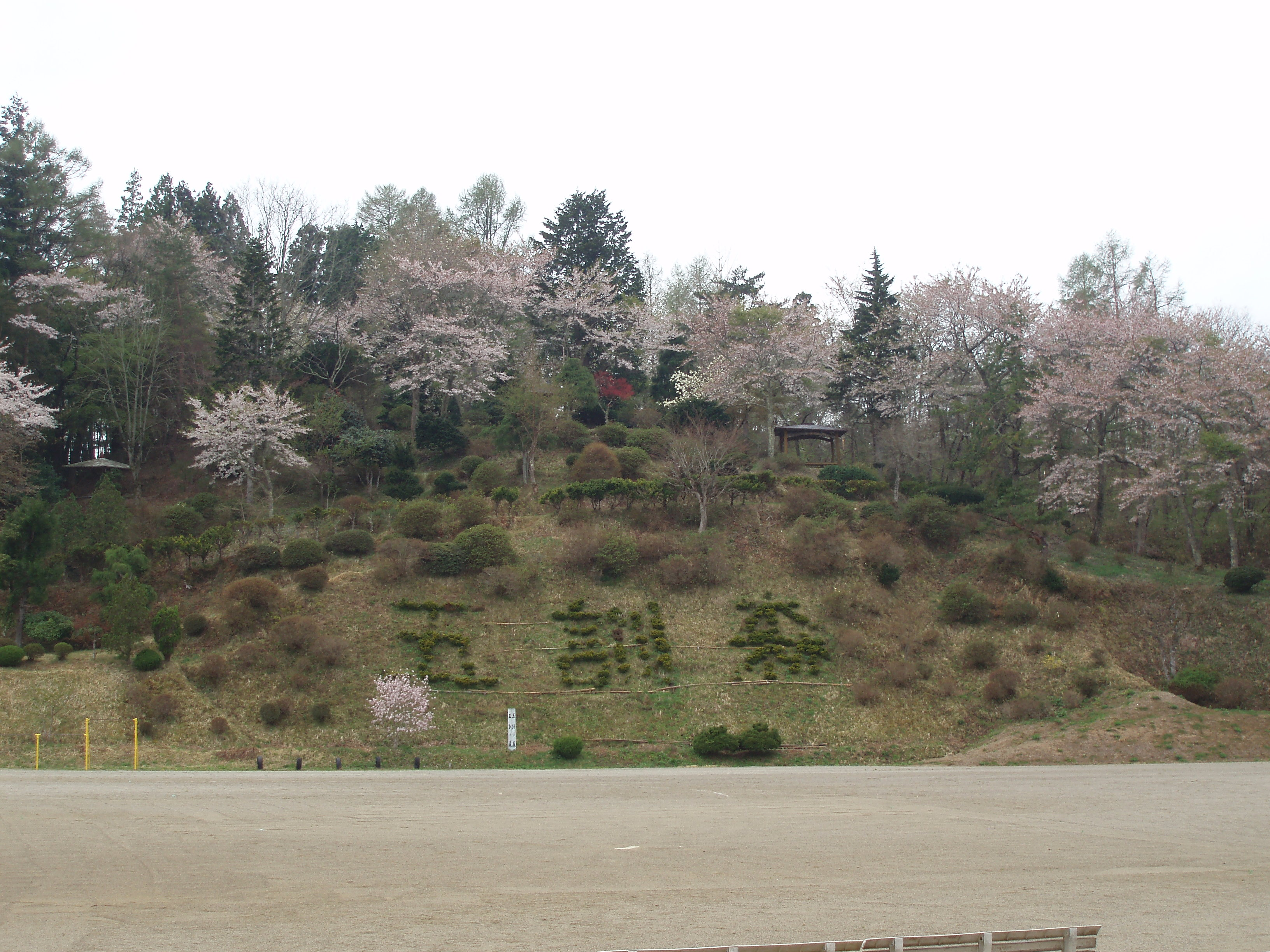
小梨小学校側からの五訓之森。斜面には樹木で名称が描かれている。閉校後撮影。

## 沿革
第二次世界大戦後の1947年4月、学制改革により「小梨村立小梨中学校」として開校したのが起源となる。開校時は校舎が建設中で小梨小学校の旧高等科教室では全生徒を収容できないため、各地に校舎を開設した。小梨校舎（小梨小学校）と後の清田分校となる清田校舎（清田字落合）ではそれぞれの地区の1・2年生が、同年3月に閉校したばかりの小梨青年学校跡を活用した大登校舎（小梨字大登）では両地区の3年生を収容して授業を行った。同年7月には大登校舎を廃止し小梨校舎へ統合した。1952年には小梨小学校の校舎に連結する形で、木造2階建ての新校舎が現在の小梨保育園が所在する地（熊野平）に落成した。
1957年には、開設時から清田小学校に併設していた清田分校が本校から独立を果たし、分校は消滅した。1979年には、老朽化により危険校舎に指定されていた小学校部分の校舎を解体したことにより、ガード部分を境に切り離されて独立校舎となった。
施設の老朽化や小規模校ゆえのデメリットが問題視されたことを受け、2000年4月に千厩地域のすべての中学校（千厩・奥玉）と共に新制の千厩町立千厩中学校（現：一関市立千厩中学校）へ統合された。53年間の歴史に幕を閉じ、延べ2,888人の卒業生を送り出した。以後小梨地区の生徒は、スクールバスで千厩中学校へ通学する形になった。
閉校後、築50年以上が経過した校舎をはじめとした建物は老朽化が激しい為、2007年に部室以外は全て解体された。その際記念碑は移設され、翌年にはそれまで当校の西側に隣接していた小梨保育園が跡地に移転した。2022年には記念碑が移設されていた場所に、社会福祉法人千厩寿慶会が運営する「特別養護老人ホーム五訓の森」が建設されるのを受け、小梨小学校の閉校記念碑が所在する訓庭園に再度移設された。

### 年表
- 1947年（昭和22年）
  - 4月1日 - 「小梨村立小梨中学校」として開校。小梨校舎・清田校舎・大登校舎を開設[19]。
  - 4月22日 - 小梨校舎と清田校舎は1・2年生、大登校舎は3年生を収容し授業開始[19]。
  - 5月17日 - 開校式を挙行[19]。
  - 7月30日 - 大登校舎（小梨字大登）を廃止し、3年生を小梨校舎へ収容[19]。
- 1948年（昭和23年）
  - 4月20日 - 校舎の校地検分を実施[19]。
  - 8月8日 - 海浜学校を気仙沼市・陸前高田市に設置（以後9年間は毎年）[20]。
  - 11月3日 - 帽章・胸章の制定式を挙行[19]。
- 1949年（昭和24年）4月29日 - 校旗を制定[21]。
- 1950年（昭和25年）
  - 9月5日 - 清田分校の校舎起工式を挙行[19]。
  - 12月12日 - 講堂落成式を挙行[19]。
- 1951年（昭和26年）
  - 8月31日 - 新校舎建設に伴い、教室・職員室を移転[19]。
  - 10月25日 - 子供協議組合を設立[19]。
- 1952年（昭和27年）9月20日 - 新校舎の落成に伴い、新校舎落成式を挙行[19]。
- 1953年（昭和28年）
  - 1月10日 - 婦人・青年学級を開設[19]。
  - 4月1日 - 学校林を設置[19]。
  - 6月 - 日本職業指導協会より職業家庭科教育研究指定校に指定[19]。
- 1954年（昭和29年）
  - 4月 - 温室を設置[19]。
  - 5月 - 養鶏舎を設置[19]。
- 1955年（昭和30年）
  - 4月 - 学校林を認定。
  - 11月23日 - 特別教室の落成式を挙行[22]。
- 1956年（昭和31年）9月30日 - 町村合併に伴い、「千厩町立小梨中学校」に改称。
- 1957年（昭和32年）4月1日 - 清田分校が「千厩町立清田中学校」として独立[23]。
- 1959年（昭和34年）11月4日 - 校歌を制定[24]。
- 1960年（昭和35年）7月19日 - 郡大会にて野球部「優勝」[25]。
- 1961年（昭和36年）
  - 7月25日 - 野球バックネットを設置[25]。
  - 9月16日 - 台風18号により自転車置場が被災[25]。
- 1963年（昭和38年）
  - 4月 - 制服を制定[26]。学校林（五訓之森）を設置[27]。
  - 11月19日 - 味噌汁給食の提供開始[25]。
- 1973年（昭和48年）- 郷土芸能「うちばやし」の伝承活動を開始[13]。
- 1975年（昭和50年）
  - 4月30日 - 給食用コンテナと給食室を改修[28]。
  - 5月1日 - 千厩町学校給食センターの落成に伴い、完全給食の提供開始[29]。
- 1979年（昭和54年）3月 - 小梨小学校の新校舎落成に伴い、独立校舎となる[27]。
- 1980年（昭和55年）4月30日 - 千厩農業協同組合より表彰「貯金優秀校」[30]。
- 1982年（昭和57年）5月22日 - 職員室と校長室を移転[30]。
- 1983年（昭和58年）7月16日 - 小梨ジュニアリーダークラブ「ぼらんぺ」が発足[14]。
- 1986年（昭和61年）8月21日 - 教室床を張替。階段・ガードを改修[31]。
- 1992年（平成4年）
  - 8月10日 - 保健室を改修[32]。
  - 8月20日 - 図書室を改修[32]。
- 1993年（平成5年）9月20日 - パソコン教室を設置[32]。
- 1994年（平成6年）4月24日 - 岩手県と千厩町より平成6年度農業体験学習実践指定校に指定（3年間）[32]。
- 1995年（平成7年）7月 - 第42回岩手県中学校総合体育大会にて水泳200m平泳ぎ「1位・県新記録樹立」[33]。
- 1996年（平成8年）
  - 7月 - 第43回岩手県中学校総合体育大会にて水泳100m「1位・大会新記録樹立」。水泳200m「1位・県中学校新記録樹立」[33]。
  - 9月 - 第51回国民体育大会の水泳部門に出場し、400mメドレーリレー「県新記録樹立」100m平泳ぎ「県中学校新記録樹立」[33]。
- 1999年（平成11年）6月8日 - 閉校に伴い、閉校記念事業推進実行委員会を設立[34]。
- 2000年（平成12年）
  - 3月22日 - 閉校式・閉校記念碑除幕式・惜別の会・閉校記念碑除幕式を挙行[2][34]。
  - 3月27日 - 統合中学校（当時：千厩町立千厩中学校）へ引っ越し[34]。
  - 3月31日 - 新制の千厩町立千厩中学校への統合に伴い、閉校[2]。

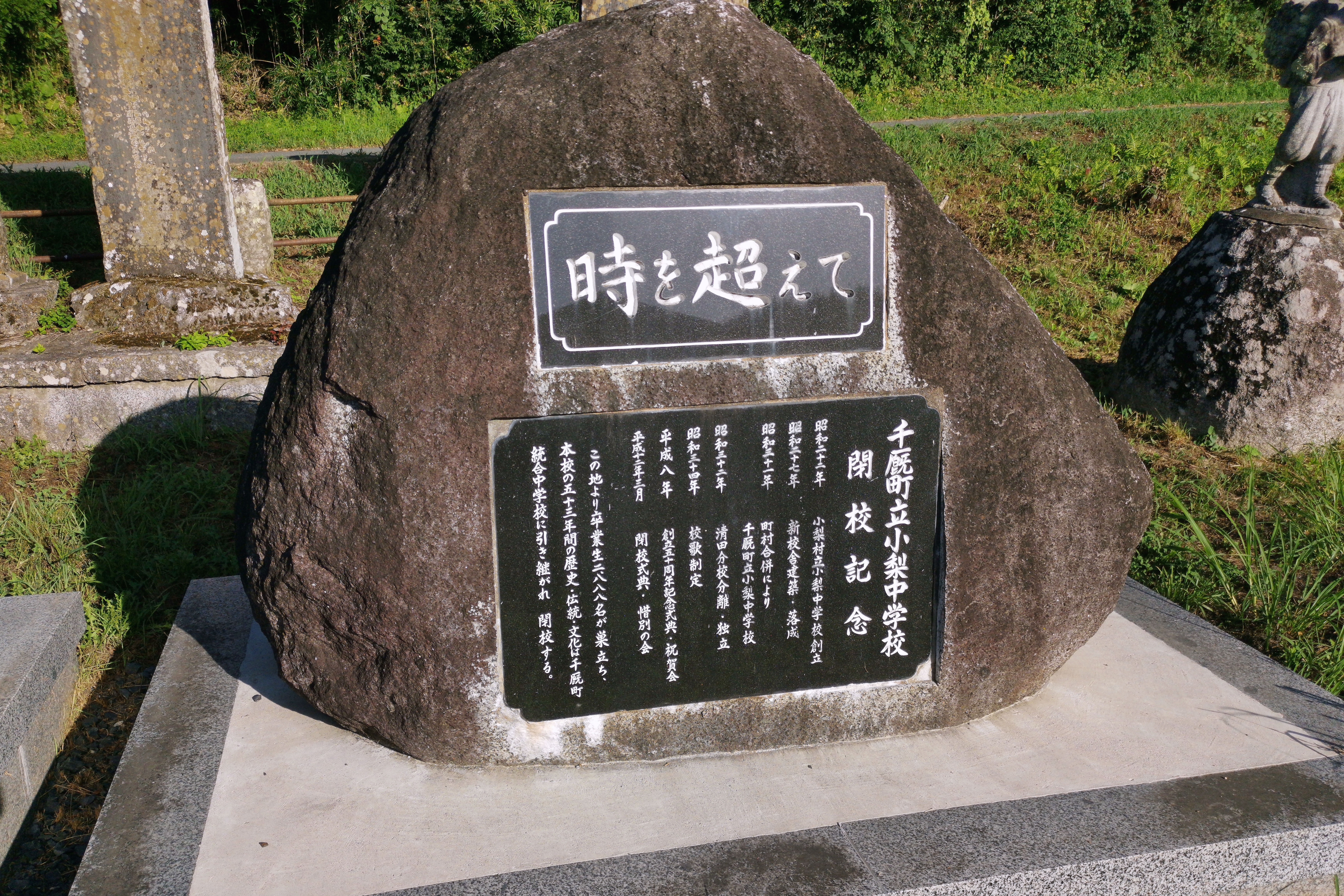
閉校記念碑（2023年8月）

#### 閉校後
- 2007年（平成19年） - 各施設を解体[17]。
- 2008年（平成20年）2月 - 跡地に一関市立小梨保育園が移転[12]。
- 2018年（平成30年）3月31日 - 隣接していた小梨小学校が閉校[35]。
- 2022年（令和4年） - 特別養護老人ホーム五訓の森の建設[18]に伴い、記念碑などを移設。

## 教育目標

### 具体目標

#### 目指す学校像
- 楽しく生き生きした学校 - 規則正しく、活気に満ちている学校
- きれいな学校 - 古くても清掃がゆきとどき、整備されている学校
- 温かい学校 - 思いやりと友情につつまれている学校
- 生徒・父母・地球から信頼されている学校 - 礼儀正しく、不登校や非行がない学校

#### 目指す生徒像（五訓）
- 思いやりのある生徒（誠実） - 明るく素直な心を持ち自他を深く思いやる生徒
- 根気強く励む生徒（勤勉） - 何事にも全力をあげたえず根気強く励む生徒
- 自主的にやりぬく生徒（自治） - 自分のことは自分で自分たちのことは自分たちでやりぬく生徒
- 協力して行動する生徒（協同） - みんなとともに心と力をあわせて行動する生徒
- 自ら高める生徒（進取） - よいものを取り入れていつも自分を高めようとする生徒

#### 目指す教師像
- 教育に誇りと生きがいを感ずる教師
- 研修に励み生徒と共に伸びる教師
- 生徒を愛し、生徒を大事にする教師

出典：

## 学校活動
主な学校行事を掲載。
1学期
- 4月 - 入学式、始業式、対面式、修学旅行（3年生）、宿泊学習（2年生）
- 5月 - 郡中学校陸上競技大会、中間テスト
- 6月 - 郡中学校総合体育大会、プール清掃
- 7月 - 期末テスト、県中学校通信陸上競技大会、終業式（夏季休業）、郡中学校水泳大会、農家実習

2学期
- 8月 - 始業式
- 9月 - 体育祭、校内ロードレース大会、郡中学校新人大会
- 10月 - 収穫祭、中間テスト、梨中祭（文化祭）
- 11月 - 郡音楽会、郡駅伝大会
- 12月 - 期末テスト、終業式（冬期休業）

3学期
- 1月 - 小正月行事、始業式
- 2月 - 期末テスト、クラスマッチ
- 3月 - 県立高等学校一般入試、卒業式、修了式（学年末休業）、離任式

## 部活動

### 運動部
- 野球部
- テニス部
- バレーボール部

### 文化部
- 文化部

出典：

## 施設概要
主な施設を掲載。
- 校舎（2,164 m2）
  - 本校舎 - 1952年竣工の木造2階建て
  - 特別教室棟 - 1955年竣工の木造平屋建て
- 部室
- 校庭
- 五訓之森（学校林）
- 教職員住宅

体育館・プール・五訓之森については、小梨小学校と共用していた。

## 生徒・学級数
開校初年度から閉校時までの生徒数と学級数の推移。
生徒数は、清田分校が清田中学校として独立する直前（1955・6年度）の336人をピークに少子化や過疎化の影響により減少に転じた。1981年度には100人を割り、その後は70人前後で推移していた。各学年2・3クラス程度あった学級は1学級に削減され、東磐井郡内でも指よりの小規模校となっていた。
| 年度                            | 生徒数 | 増減  | 学級数 | 増減 | 出典          | 備考                     |
| ------------------------------- | ------ | ----- | ------ | ---- | ------------- | ------------------------ |
| 1947（昭和22）年度              | 255    |       | 不明   |      | [ 38 ]        | 開校、大登校舎廃止       |
| 1948（昭和23）年度              | 311    | 56    | 8      |      | [ 38 ] [ 41 ] |                          |
| 1949（昭和24）年度              | 321    | 10    | 8      | 0    | [ 38 ] [ 42 ] |                          |
| 1950（昭和25）年度              | 308    | －13  | 8      | 0    | [ 38 ] [ 43 ] |                          |
| 1951（昭和26）年度              | 306    | －2   | 8      | 0    | [ 38 ] [ 44 ] |                          |
| 1952（昭和27）年度              | 266    | －50  | 8      | 0    | [ 38 ] [ 45 ] |                          |
| 1953（昭和28）年度              | 291    | 25    | 8      | 0    | [ 38 ] [ 46 ] |                          |
| 1954（昭和29）年度              | 316    | 25    | 8      | 0    | [ 38 ] [ 47 ] |                          |
| 1955（昭和30）年度              | 336    | 20    | 9      | 1    | [ 38 ] [ 48 ] |                          |
| 1956（昭和31）年度              | 336    | 0     | 不明   | 不明 | [ 38 ]        |                          |
| 1957（昭和32）年度              | 193    | －143 | 不明   | 不明 | [ 38 ]        | 開校10周年、清田分校独立 |
| 1958（昭和33）年度              | 190    | －3   | 5      |      | [ 38 ] [ 49 ] |                          |
| 1959（昭和34）年度              | 174    | －16  | 不明   | 不明 | [ 38 ]        |                          |
| 1960（昭和35）年度              | 202    | 28    | 5      |      | [ 38 ] [ 50 ] |                          |
| 1961（昭和36）年度              | 250    | 48    | 不明   | 不明 | [ 38 ]        |                          |
| 1962（昭和37）年度              | 264    | 14    | 6      |      | [ 38 ] [ 51 ] |                          |
| 1963（昭和38）年度              | 234    | －30  | 6      | 0    | [ 38 ] [ 52 ] |                          |
| 1964（昭和39）年度              | 196    | －38  | 6      | 0    | [ 38 ] [ 53 ] |                          |
| 1965（昭和40）年度              | 178    | －18  | 6      | 0    | [ 54 ]        |                          |
| 1966（昭和41）年度              | 188    | 10    | 6      | 0    | [ 55 ]        |                          |
| 1967（昭和42）年度              | 180    | －8   | 6      | 0    | [ 56 ]        | 開校20周年               |
| 1968（昭和43）年度              | 173    | －7   | 6      | 0    | [ 38 ] [ 57 ] |                          |
| 1969（昭和44）年度              | 162    | －11  | 6      | 0    | [ 58 ]        |                          |
| 1970（昭和45）年度              | 168    | 6     | 6      | 0    | [ 59 ]        |                          |
| 1971（昭和46）年度              | 182    | 14    | 6      | 0    | [ 38 ] [ 60 ] |                          |
| 1972（昭和47）年度              | 190    | 8     | 不明   | 不明 | [ 38 ]        |                          |
| 1973（昭和48）年度              | 173    | －17  | 5      |      | [ 61 ]        |                          |
| 1974（昭和49）年度              | 150    | －23  | 5      | 0    | [ 62 ]        |                          |
| 1975（昭和50）年度              | 126    | －24  | 4      | －1  | [ 63 ]        |                          |
| 1976（昭和51）年度              | 132    | 6     | 5      | 1    | [ 64 ]        |                          |
| 1977（昭和52）年度              | 117    | －15  | 4      | －1  | [ 65 ]        | 開校30周年               |
| 1978（昭和53）年度              | 125    | 8     | 4      | 0    | [ 66 ]        |                          |
| 1979（昭和54）年度              | 110    | －15  | 3      | －1  | [ 67 ]        |                          |
| 1980（昭和55）年度              | 115    | 5     | 3      | 0    | [ 68 ]        |                          |
| 1981（昭和56）年度              | 98     | －17  | 3      | 0    | [ 39 ]        |                          |
| 1982（昭和57）年度              | 93     | －5   | 3      | 0    | [ 69 ]        |                          |
| 1983（昭和58）年度              | 83     | －10  | 3      | 0    | [ 70 ]        |                          |
| 1984（昭和59）年度              | 75     | －8   | 3      | 0    | [ 71 ]        |                          |
| 1985（昭和60）年度              | 77     | 2     | 3      | 0    | [ 72 ]        |                          |
| 1986（昭和61）年度              | 79     | 2     | 3      | 0    | [ 38 ]        |                          |
| 1987（昭和62）年度              | 80     | 1     | 3      | 0    | [ 38 ]        | 開校40周年               |
| 1988（昭和63）年度              | 78     | －2   | 3      | 0    | [ 38 ]        |                          |
| 1989（平成元）年度              | 72     | －6   | 3      | 0    | [ 38 ]        |                          |
| 1990（平成2）年度               | 71     | －1   | 3      | 0    | [ 38 ]        |                          |
| 1991（平成3）年度               | 75     | 4     | 3      | 0    | [ 38 ]        |                          |
| 1992（平成4）年度               | 80     | 5     | 3      | 0    | [ 38 ]        |                          |
| 1993（平成5）年度               | 82     | 2     | 3      | 0    | [ 38 ]        |                          |
| 1994（平成6）年度               | 81     | －1   | 3      | 0    | [ 38 ]        |                          |
| 1995（平成7）年度               | 78     | －3   | 3      | 0    | [ 38 ]        |                          |
| 1996（平成8）年度               | 67     | －11  | 3      | 0    | [ 73 ]        |                          |
| 1997（平成9）年度               | 不明   | 不明  | 3      | 0    |               | 開校50周年               |
| 1998（平成10）年度              | 60     |       | 3      | 0    | [ 4 ]         |                          |
| 1999（平成11）年度              | 69     | 9     | 3      | 0    | [ 37 ]        | 閉校                     |
| ※1956年度以前は清田分校分を含む |        |       |        |      |               |                          |

## 学区
- 東磐井郡千厩町（現：一関市千厩町）
  - 北小梨地区 - 千厩6区、9区、10区
  - 南小梨地区 - 千厩7区、8区

出典：

## 進学前小学校
1986年度以前は千厩町立南小梨小学校も対象だった。
- 一関市立小梨小学校（千厩町小梨）[4]

## アクセス

### 鉄道
- 小梨駅（JR東日本・大船渡線）から車で約6分、徒歩で約60分

### デマンドタクシー
- 西宗タクシー（小梨地区）北小梨線 - 堂ケ崎バス停から徒歩で約3分

### 自動車
- 国道284号（千厩バイパス）前田交差点から約6分
- 藤沢町藤沢地区の中心部から南小梨地区経由で約10分
- 室根町釘子地区から約5分

## 周辺
- 一関市立小梨保育園
- 特別養護老人ホーム五訓の森
- 一関市小梨市民センター
- 千厩警察署小梨駐在所

## 著名な出身者
- 千厩ともゑ - 旅行作家・編集者・僧侶[74]